# Kráľova studňa

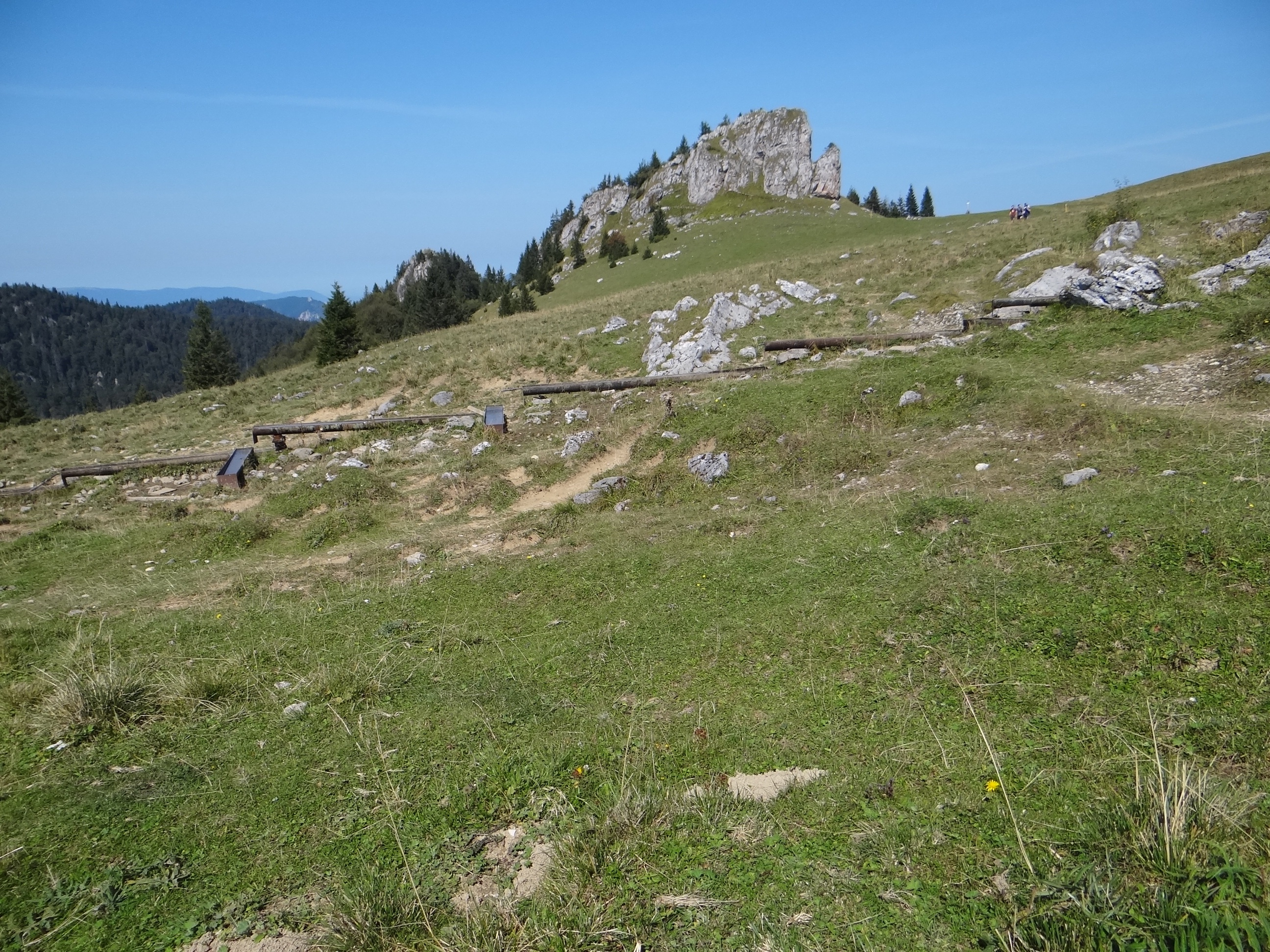
Poidło przy źródle, za nim Kráľova skala

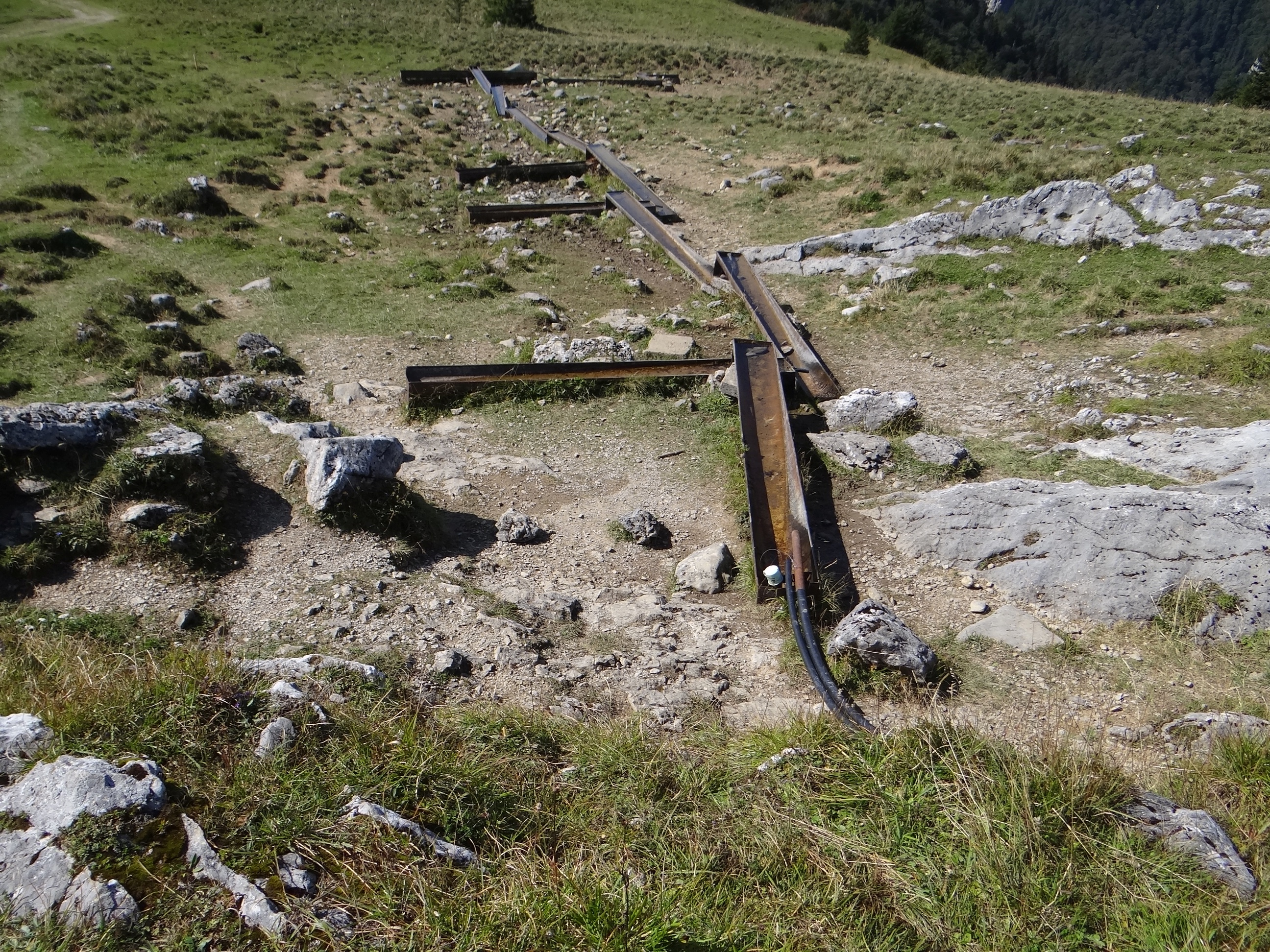
Poidło przy źródle

Kráľova studňa (1365 m n.p.m.) – zespół kilku silnych źródeł w Wielkiej Fatrze w Karpatach Zachodnich na Słowacji. W tłumaczeniu na język polski nazwa powinna brzmieć Królewskie Źródło (słow. studňa = również w znaczeniu źródło).
Źródła, o których mowa, znajdują się na zachodnim skraju rozległego masywu Krížnej, na południowo-zachodnich zboczach grzbietu biegnącego od Małej Krížnej ku północnemu zachodowi. Wypływają spod grubego piargu i są ujęte w metalowe koryta (poidła). Tuż na północ od źródeł wznosi się charakterystyczna Kráľova skala (1377 m).
W okolicy, zwłaszcza na zachód od źródeł, występuje bogata roślinność wapieniolubna: rosną tu goździk postrzępiony wczesny, orlik pospolity i kulnik sercolistny, a na wapiennych skałkach pierwiosnek łyszczak i goryczka krótkołodygowa.
Przy źródłach jeden z najważniejszych w Wielkiej Fatrze węzłów znakowanych szlaków turystycznych.
Na południe od źródeł, znacznie niżej (na wysokości 1270 m), stoi hotel górski Kráľova studňa. Pierwszy, drewniany schron turystyczny wybudował tu w 1927 r. Oddział Klubu Czechosłowackich Turystów z Bańskiej Bystrzycy. W 1937 r. bańskobystrzycki KČST wzniósł nowe schronisko na murowanej podmurówce, z komfortowymi pokojami dla 16 osób. Oba obiekty spalili Niemcy 1 listopada 1944 r. Obecny, murowany budynek wzniesiono w latach 1947–1951, ok. 300 m od miejsca, gdzie stały dawne schroniska. Po okresie upadku na przełomie XX i XXI w. obiekt został przejęty przez prywatną spółkę i oddany do użytku w 2009 r. Dysponuje teraz pokojami hotelowymi i częścią turystyczną ze zbiorowymi sypialniami oraz pełnym zapleczem sanitarnym i gastronomicznym. Przy hotelu znajduje się kolejny węzeł szlaków.
Do hotelu wiedzie droga jezdna Bystrícką doliną (Bystrícká dolina) z Dolnego Harmanca (dostępna na całej długości tylko dla gości hotelowych, dla innych pojazdów tylko do niżej położonego parkingu Panská koliba).
W okolicach źródła znajdują się jeszcze inne obiekty, interesujące z krajoznawczego punktu widzenia: Symboliczny Cmentarz Ofiar Wielkiej Fatry, Salaš Smrekovica, pomnik bohaterów Słowackiego Powstania Narodowego i partyzancka ziemianka. 

## Szlaki turystyczne
Blatnica – Blatnická dolina – Juriašova dolina, ústie – Rakytovská dolina – Sedlo pod Smrekovom – Kráľova studňa. Suma podejść 1035 m, odległość 14 km, czas przejścia 4:40 h, ↓ 3:35 h.
 Kráľova studňa – Malá Krížna – Úplaz – Ramžiná – Salašky – Turecka – Staré Hory. Suma podejść 184 m, zejść 1034 m, odległość 3,5 km, czas przejścia 1:20 h, ↑ suma 1,50 h
 Kráľova studňa – Veľký Rigeľ – Krížna. Suma podejść 244 m, odległość 3 km, czas przejścia 1 h, suma podejść 114 m, czas przejścia ↓ 0,45 h
 odcinek: Kráľova studňa – Malý Šturec. Suma podejść 215 m, zejść 660 m, odległość 11,4 km, czas przejścia 3 h, ↑ suma 3:20 h
 Kráľova studňa – Bystrická dolina – Panská koliba – Horský hotel pod Kráľovou studňou – Dolný Harmanec. Suma podejść 304 m, zejść 1199 m, odległość 5,8 km, czas przejścia 1:55 h, ↑ 3 h